# 유고급 잠수함
유고급 잠수함(Yugo class submarine)은 조선민주주의인민공화국 해군의 잠수함이다. 조선민주주의인민공화국이 최초이자 유일하게 독자개발한 잠수함이다. 공작원 침투용 잠수정이며, 유고급에서 《유고》라는 "NATO 코드명"은 유고슬라비아에서 설계된 형태의 잠수함이라는 의미이다.

## 연혁
1960년대 초기에 건조를 시작하여, 1990년대 중반까지 건조되었다고 추측된다.
1997년에는 베트남에 2척이 수출되었다. 베트남에 수출된 잠수함에는 스노클링과 어뢰 발사관을 표준 장비로 가지고 있다. 주로 다이버의 지원에 사용되었다고 추측된다.
1998년 동해의 속초 앞바다에서 꽁치 그물에 걸려서 잡혔다. 경상남도 진해시의 제9잠수함전단 사령부에 전시되어 있다.
1999년 베트남에 2척을 수출했으며, 2007년 7월 이란에 가디르급 잠수함으로 4척 수출했다. 가디르급에는 406 mm 어뢰관 2문이 아니라 533 mm 어뢰관 2문이 설치된 것으로 알려졌다. 이란은 2003년 대동2급 반잠수정 3척도 조선민주주의인민공화국에서 수입했다.

## 제원
소형 잠수정인 유고급 잠수함의 제원은 다음과 같다.
- 배수량 : 110t
- 전장: 20.0m
- 전폭: 3.1m
- 높이: 4.6m
- 엔진: 디젤 2기 1축 (320hp) / 전동기 (출력 2000 kW) 2 개
- 속도: 12kts(해상), 8kts(수중)
- 승무원: 6명(+요원 4~5명)

### 무기
- 어뢰: 533mm 어뢰 / 어뢰 발사관 2문

어뢰발사관을 가지고 있지만, 예비 어뢰의 공간이 없어 어뢰 공격은 부차적인 용도이며, 사령탑에 수밀 해치에서 닫혀지는 방이 있는 것으로 보아, 오직 공작원의 방출, 회수가 주임무라고 생각할 수 있다. 항법 장치로 탑재된 GPS를 비롯하여 함내 기기의 대부분이 일본제였다고 한다. 추진력은 크고 작은 5개의 날개 스큐드와 통상 프로펠라에 의한 1축 추진이다.

### 전자장비
- 수색 레이다
- 수동 수중 음파탐지기

총 25기 정도가 제작된 것으로 알려져 있으며, 속초에서 손실된 1기를 비롯해, 퇴역 1을 23기 정도가 남아있을 것이라 추측된다.

## 운용

### 동해안 침투
1998년 6월 22일 1척의 유고급 잠수함이 동해안 침투를 시도하다가, 꽁치잡이 그물에 걸려 항해 불능이 되었다. 6월 23일 한국 해군 경비정이 견인하여 끌고가려 했지만, 6월 24일 함 내에서 승무원 5명 전원이 자살했다. 자결한 4명의 공작원, 잠수복 1벌과 AK-74, RPG-7 여러 정이 발견되었다. 현재 유고급 잠수함에 대한 정보는 이때 포획되어 전시된 1척에서 얻는 것이 전부다.

### 천안함 사건
2010년 3월에 발생한 천안함 침몰 사건에 대해 대표적인 보수사이트 조갑제닷컴에서, 천안함이 조선민주주의인민공화국의 반잠수정에 공격당한 것이 아니라면 유고급 잠수함일 가능성이 높다는 주장이 제기되었다. 그러나 김학송 국회 국방위원장은 유고급이 아니라 상어급 잠수함 2척이 사고 당일 보이지 않았다고 말했다. 2010년 5월 20일 민군합동조사단은 유고급의 개량형인 연어급 잠수함이 천안함을 격침시켰다고 공식발표했다.

## 같이 보기
- 돌고래급 잠수정 - 90년대 이전까지 조선민주주의인민공화국에서 만들어진 유일한 잠수함이 유고급이며, 대한민국에서 만들어진 유일한 잠수함은 돌고래급이다. 배수량 150톤.
- 가디르급 잠수함 - 조선민주주의인민공화국이 이란에 수출한 잠수함. 이 잠수함이 천안함을 공격했다고 합조단에서 공식발표했다.